# 郭偉勳

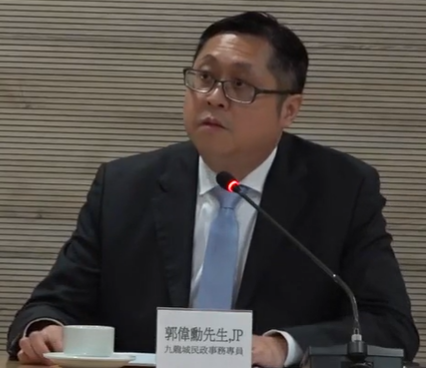
郭偉勳主持九龍城區議會2020年度第一次會議

郭偉勳（英語：Franco Kwok Wai-fan，1974年4月23日—），香港公務員，現任政制及內地事務局首席助理秘書長，曾擔任九龍城民政事務專員及香港驻武汉经济贸易办事处主任。郭早年入讀聖公會林護紀念中學，並在1992年學生會創立時出任首屆副會長。他於1996年於香港中文大學聯合書院畢業，取得政治與行政學社會科學學士。郭在民政事務專員任期內曾於2018年3月香港立法會補選及2018年11月香港立法會九龍西地方選區補選中擔任九龍西選區選舉主任，協助選舉管理委員會推行政治审查制度，他在3月的補選中接納姚松炎的提名申請被建制派批評把關不力，而在11月的補選中則裁定劉小麗的提名無效，惟對劉的裁決被香港高等法院原訟法庭推翻，香港終審法院亦拒絕上訴申請。及後，郭在2019年區議會選舉上再度擔任九龍城區25個選區的選舉主任，並確認林正軒等以光復香港，時代革命為政綱的候選人的提名。郭於2020年7月12日卸任民政事務專員，並在同年10月1日起出任香港驻武汉经济贸易办事处主任。他在2024年12月1日後卸任返港，並於2025年1月起出任政制及內地事務局首席助理秘書長。